# Дарсан Кофи
Дарсан Кофи (фр. Darshan Koffi; 10. јун 1999) тогоански је пливач чија ужа специјалност су спринтерске трке прсним стилом. 

## Спортска каријера
Први наступ на великим такмичењима је имао на светском првенству у малим базенима у Хангџоуу 2018, где је испливао 77. време квалификација трке на 50 прсно. 
Годину дана касније, у корејском Квангџуу 2019, по први пут наступа и на неком од светских првенстава у великим базенима. Такмичио се у квалификацијама трке на 50 прсно, а његово време од 40,39 секунди је било довољно за претпоследње 77. место. 